# Catonephele godmanni
Catonephele godmanni är en fjärilsart som beskrevs av Hans Ferdinand Emil Julius Stichel 1901. Catonephele godmanni ingår i släktet Catonephele och familjen praktfjärilar. Inga underarter finns listade i Catalogue of Life.